# Eucryphia milliganii
Eucryphia milliganii là một loài thực vật có hoa trong họ Cunoniaceae. Loài này được Hook.f. mô tả khoa học đầu tiên năm 1855.